# Zduša, Kamnik
Zduša este o localitate din comuna Kamnik, Slovenia, cu o populație de 94 de locuitori.